# هل تودين الزواج بي ؟
هل تودين الزواج بي ؟ (بالإسبانية:Quiere casarse conmigo...?!) هو فيلم أرجنتيني من عام 1967 م، وهو يُدرج ضمن فئة الأفلام الموسيقية الكوميدية، وقد أخرجه إنريكي كاراراس ومن بطولة كل من باليتو أورتيغا وسونيا بوريونو وإيدي بكوينيو. وكان المخرج الفني هو غوري مونوز.

## الممثلون
- باليتو أورتيجا بدور تيتو كريسبو.
- سونيا بوريونو بدور إيلينا.
- إيدي بكوينيو
- تونو أنديريو
- كارينا

وغيرهم.

## وصلات خارجية
- هل تودين الزواج بي ؟ على موقع IMDb (الإنجليزية)
- هل تودين الزواج بي ؟ على موقع أول موفي (الإنجليزية)
- هل تودين الزواج بي ؟ على موقع فيلمافينيتي (الإسبانية)
- هل تودين الزواج بي ؟ على موقع قاعدة بيانات الفيلم (الإنجليزية)
- هل تودين الزواج بي ؟ على موقع ليتربوكسد (الإنجليزية)
- هل تودين الزواج بي ؟ على موقع كينوبويسك (الروسية)

هل تودين الزواج بي ؟  في قاعدة بيانات الأفلام على الإنترنت (بالإنجليزية)